# Biserica Sfinții Arhangheli Mihail și Gavriil din Tilișca

Biserica „Sfinții Arhangheli Mihail și Gavriil” din Tilișca, județul Sibiu, foto: august 2011.

Pictura exterioară: Adormirea Precistei

Interiorul navei

Interiorul navei spre pronaos

Duminica Mironosițelor

Sfinții Militari

Sfânta Treime

Pictura altarului

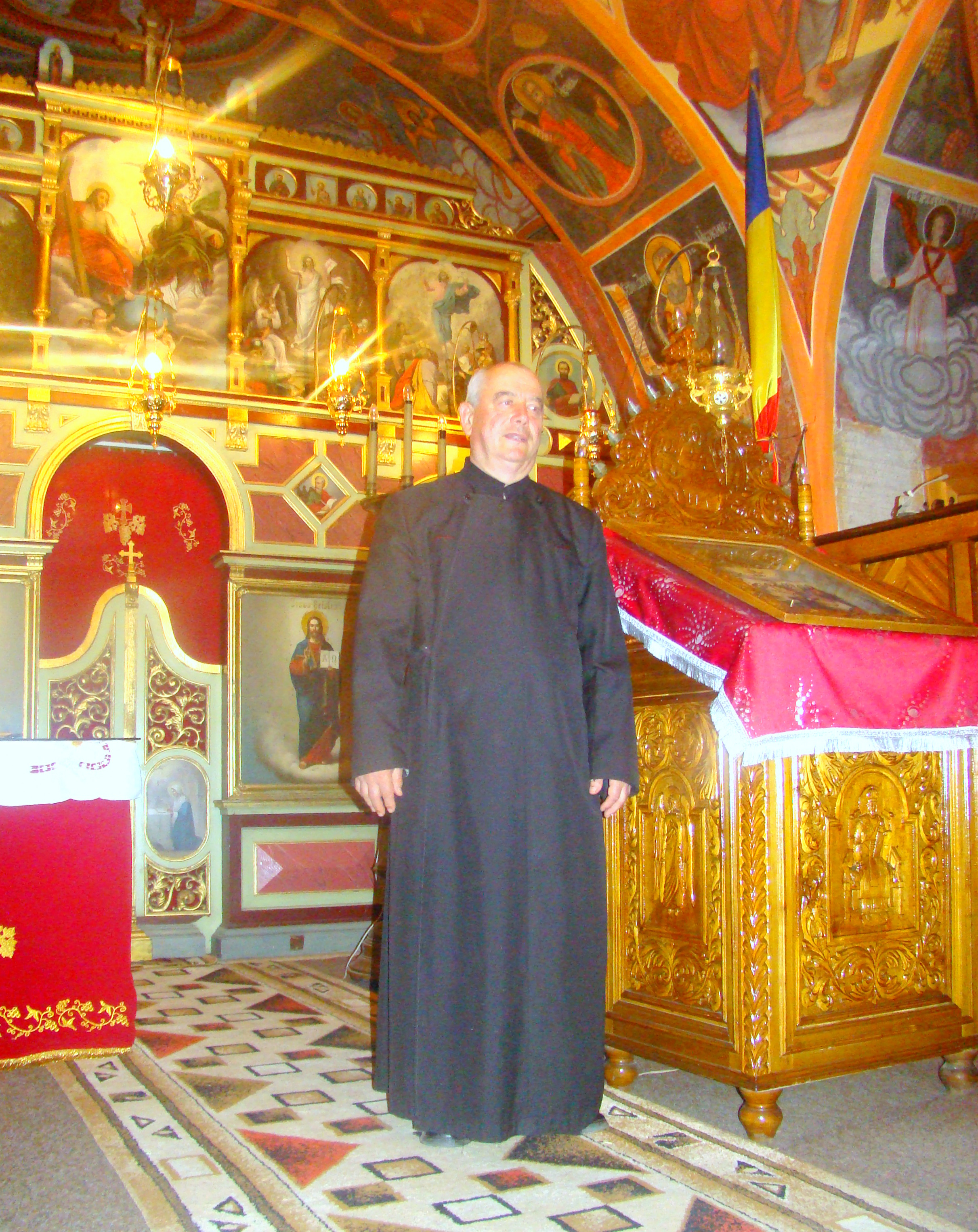
Preotul paroh Ioan Teșa

În altar

Sfinții Părinți

Pictura din pronaos

Biserica „Sfinții Arhangheli Mihail și Gavriil” din Tilișca, județul Sibiu, a fost construită în anul 1782. Lăcașul de cult figurează pe lista monumentelor istorice 2010, cod LMI SB-II-m-B-12572.

## Istoric și trăsături
Așezată în mijlocul comunei, biserica a fost zidită în anul 1782, prin contribuția și munca credincioșilor din parohie. În anul 1903 a fost renovată și tot atunci s-a sculptat iconostasul și s-au înlocuit vechile icoane cu altele noi. În anul 1937 s-a adăugat pridvorul închis și s-a introdus curentul electric. Clădirea este făcută din piatră și cărămidă cu acoperișul din lemn și țiglă. E zidită în stil bizantin. Are trei cupole, două abside laterale și una în altar. Deasupra naosului este ridicat turnul clopotniță. A fost pictată în interior în 1793. În exterior se păstrează pictura originală, în frescă.
Biserica a fost construită pe locul unei biserici vechi de lemn, care a fost sfințită de mitropolitul Sava Veștemeanu. El a adus din Țara Românească o Evanghelie tipărită la 1682 și dăruită bisericii de Ioan Șerban Cantacuzino. Pe ea se află o însemnare a lui Sava Veștemeanul datată oct.16, 1684.

## Imagini din exterior

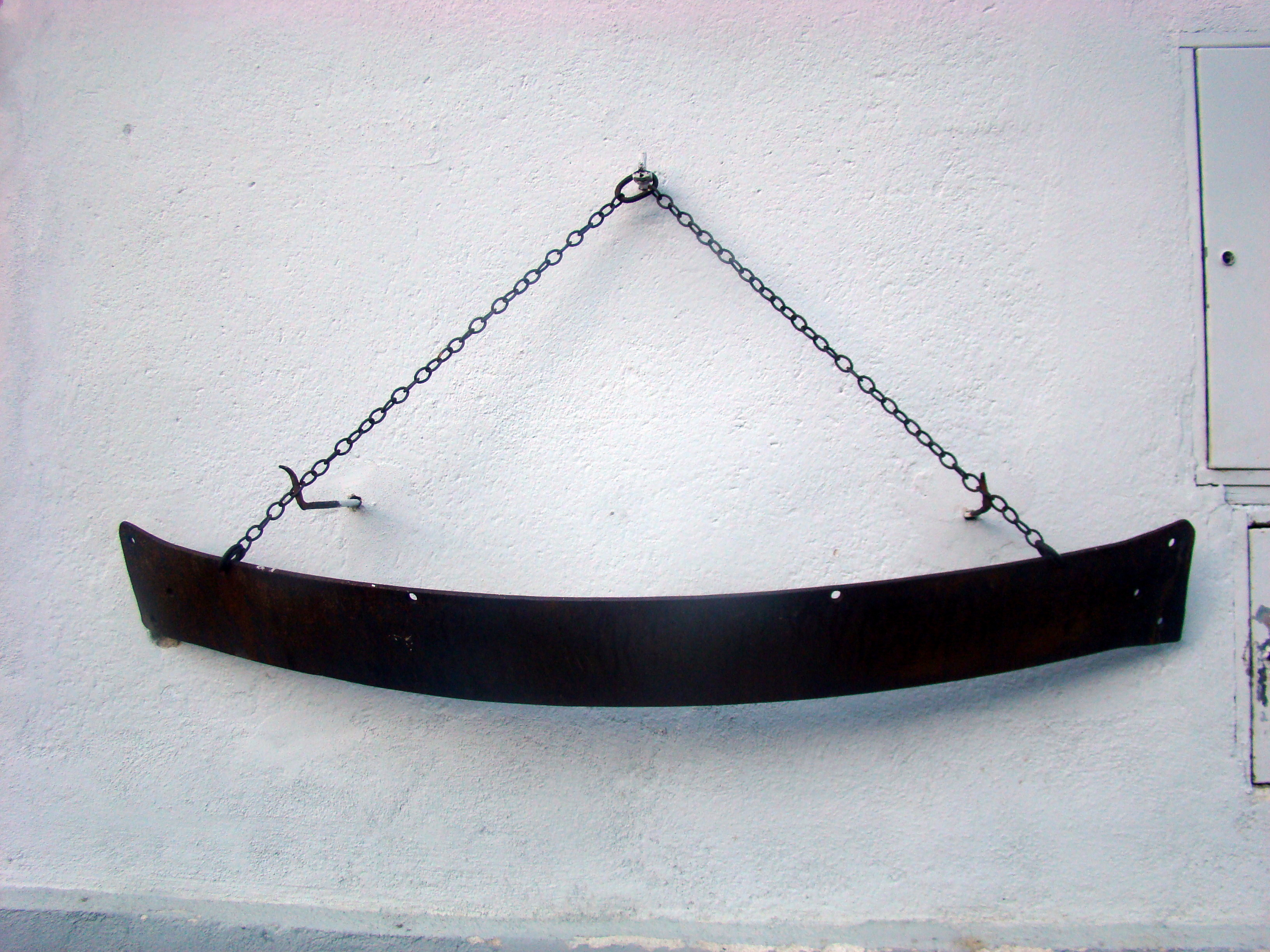
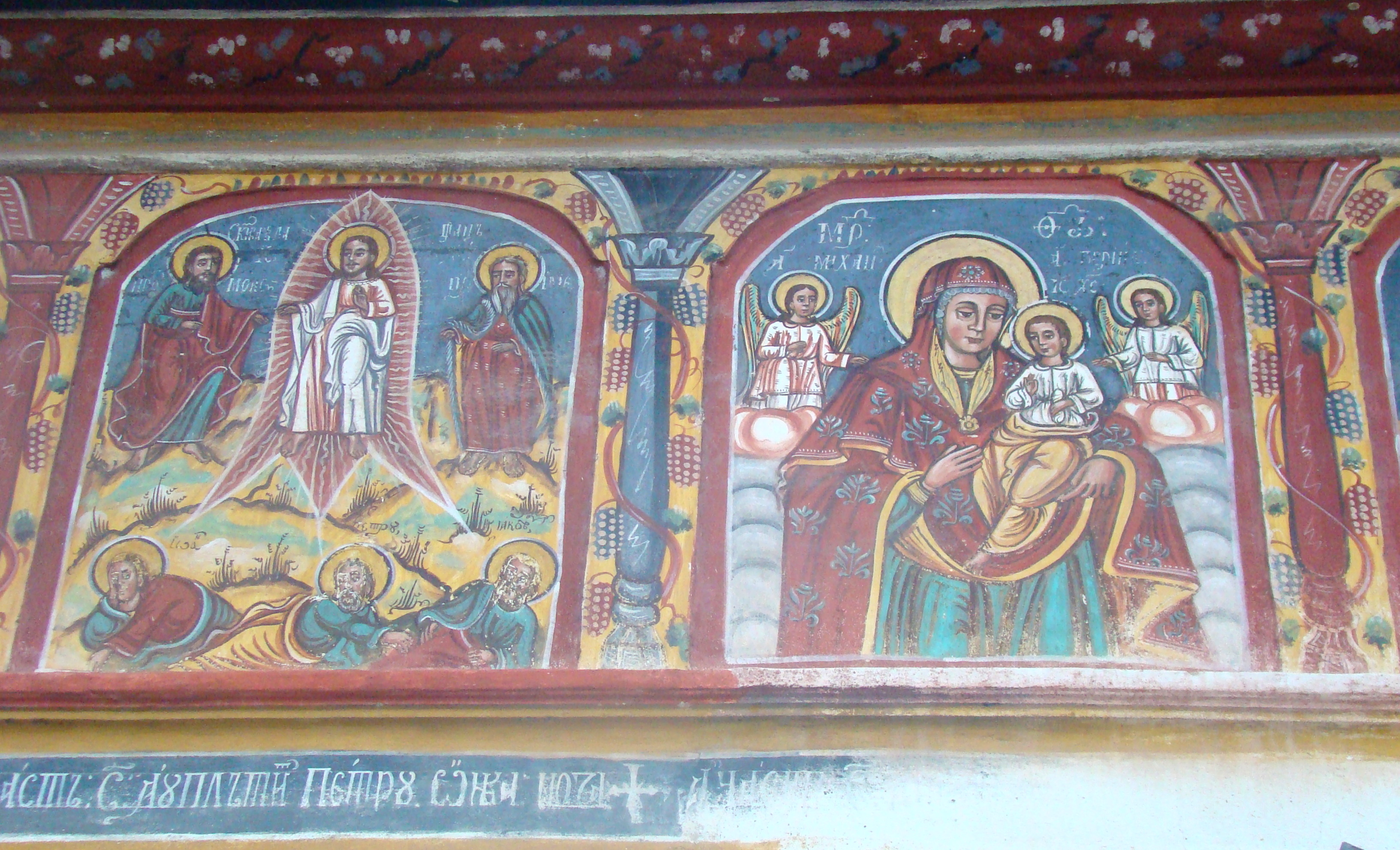
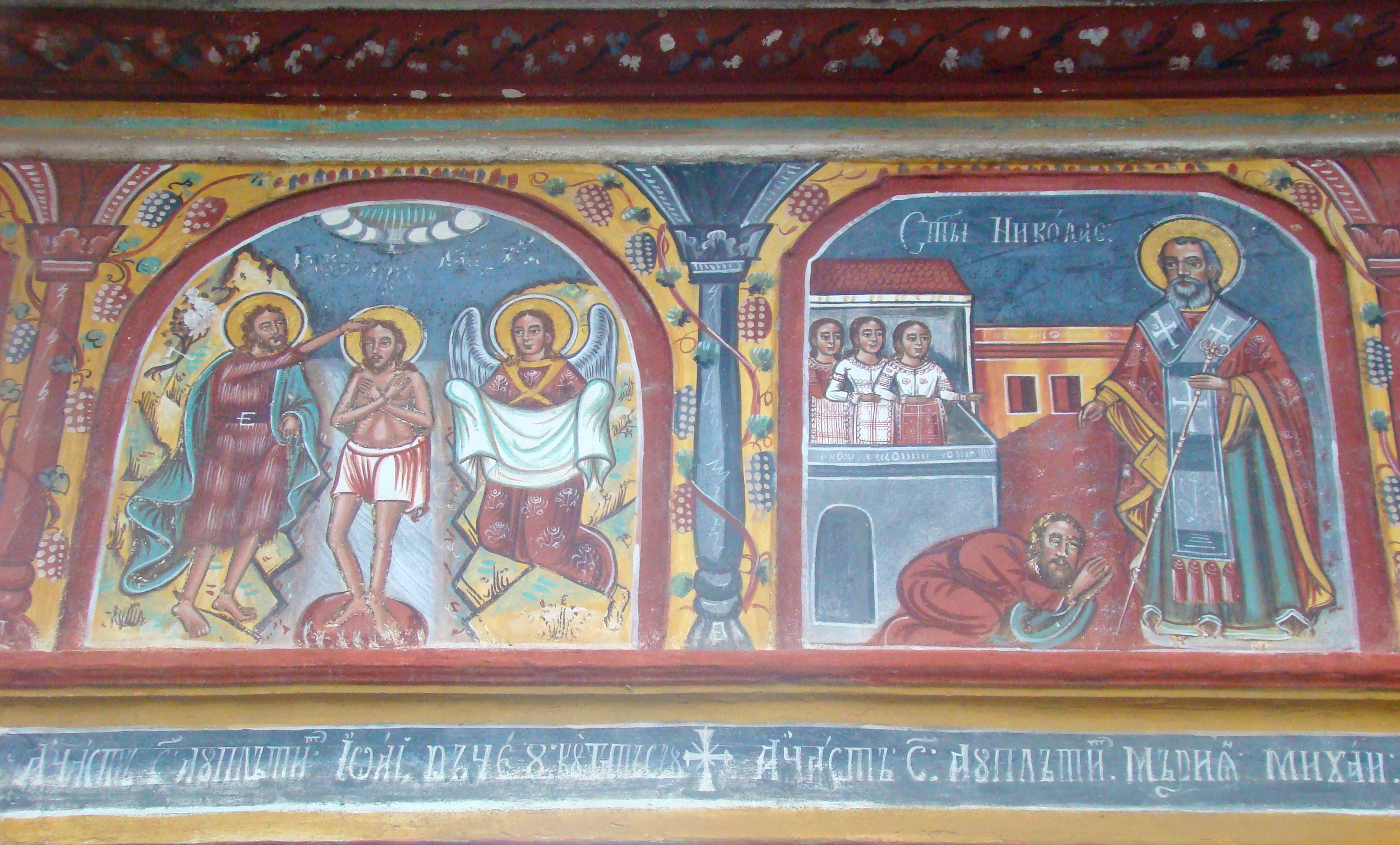

## Imagini din interior

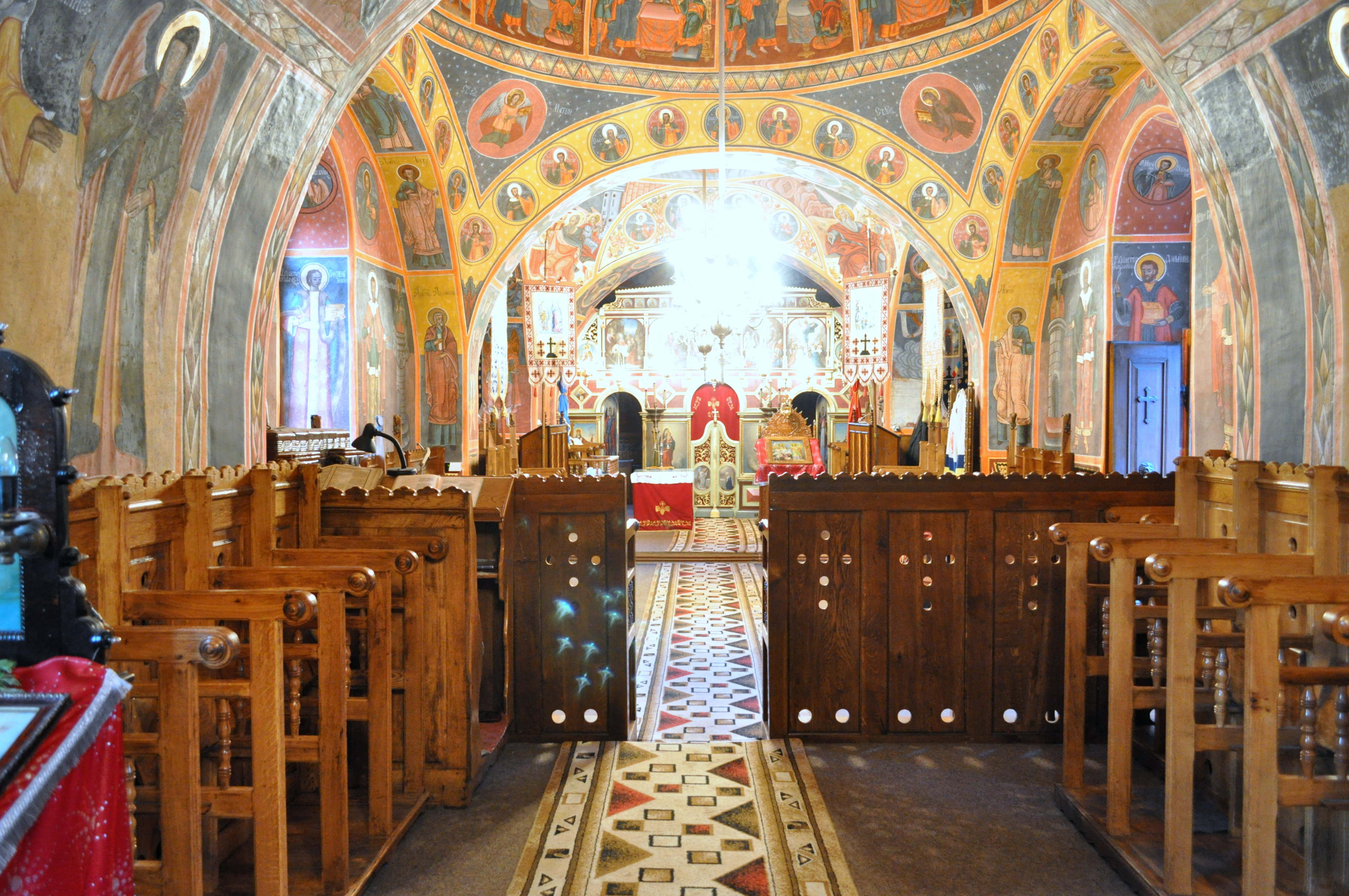